# Šatrovački
Šatrovački is een variatie op het Servo-Kroatisch (dat wil zeggen Servisch, Kroatisch en Bosnisch) en van een aantal andere Zuid-Slavische talen. 
In het Šatrovački worden woorddelen omgedraaid. Voorbeelden hiervan zijn:
- Zdravo → vozdra (hallo)
- Kafa → fuka (Koffie, vanwege de naamval is de uitgang van het standaard woord variabel)
- Brate → tebra (broer)

Het Šatrovački is ontstaan onder criminelen in Joegoslavië als een geheimtaal die niet door de politie kon worden begrepen. Het is een anti-taal. Tegenwoordig wordt Šatrovački vooral gebruikt door jongeren in de stedelijke omgeving van Belgrado, Zagreb en Sarajevo.